# 1389年
| 千纪： | 2千纪 |
| 世纪： | 13世纪 \| 14世纪 \| 15世纪                                                                                 |
| 年代： | 1350年代 \| 1360年代 \| 1370年代 \| 1380年代 \| 1390年代 \| 1400年代 \| 1410年代                           |
| 年份： | 1384年 \| 1385年 \| 1386年 \| 1387年 \| 1388年 \| 1389年 \| 1390年 \| 1391年 \| 1392年 \| 1393年 \| 1394年 |
| 纪年： | 己巳年（蛇年）；明洪武二十二年；越南光泰二年；日本南朝元中六年，北朝嘉慶三年，康應元年                     |

## 大事记
- 2月24日——挪威和丹麥女王瑪格麗特一世在戰役中擊敗了瑞典國王阿爾伯特，並成為三個王國的統治者。阿爾伯特被罷免瑞典王位，並被俘虜。
- 6月15日——鄂圖曼帝國在科索沃戰役的得勢導致塞爾維亞在巴爾幹半島的统治结束，去除了鄂圖曼帝國進軍歐洲的屏障。
- 9月8日——瑪格麗特一世扶植的繼承人波美拉尼亞的埃里克加冕成為挪威國王。
- 11月2日——教宗博尼法斯九世接替教宗烏爾班六世，成為第203位教宗。
- 明朝设置朵颜三卫。
- 莫斯科大公德米特里·頓斯科伊的長子瓦西里一世繼承莫斯科大公公位與弗拉基米爾大公的頭銜。

## 逝世
- 5月19日——德米特里·伊凡诺维奇，莫斯科公国大公，被尊稱為「頓斯科伊」（意為「頓河英雄」）（出生1350年，39歲）
- 6月28日——穆拉德一世，奥斯曼帝国苏丹（出生不详）
- 6月28日——拉扎爾·赫雷別利亞諾維奇，塞爾維亞大公，在指挥著名的科索沃戰役時戰死。
- 10月15日——乌尔班六世，罗马教宗（出生1318年，71岁）